# Brismene
Brismene är kyrkbyn i Brismene socken i sydvästra delen av Falköpings kommun i Västergötland.
I Brismene ligger Brismene kyrka och en bygdegård.